# Рурски университет
Рурският университет (на немски: Ruhr-Universität Bochum) е университет в град Бохум, провинция Северен Рейн-Вестфалия, Германия. Член е на университетското обединение Утрехтска мрежа. Основан е през 1962 г. като първият нов държавен университет в Германия след Втората световна война, а обучението започва през 1965 г. Днес университетът е един от десетте най-големи в Германия и приютява над 41 000 студенти. 
Рурският университет разполага с 20 факултета и предлага програми за обучение в различни области – хуманитарни и социални науки, инженерни науки, природни науки и медицина.
В сферата на хуманитарните и социалните науки се включват факултетите по протестантска теология, католическа теология, философия и педагогически изследвания, история, филология, право, икономика, социални науки, източноазиатски изследвания, спортни науки и психология.
Инженерните науки са представени във факултетите по електроинженерство и информационни технологии, машиностроене и строително-инженерни и екологични науки.
Природните науки обхващат факултетите по математика, физика и астрономия, геонауки, химия и биохимия, биология и биотехнологии.
Медицинските програми се организират от Медицинския факултет, а студентите по медицина провеждат практическото си обучение в редица болници в Бохум и околните райони, които заедно формират т.нар. RUB Clinics.
През 2012 г. университетът има 20 факултета, над 5000 служители и над 42 хиляди студенти от 130 държави. Ректор е Аксел Шолмерих.

## Галерия
- Кампус на Рурския университет
- Болница „Св. Мария“
- Болница „Мария Хилф“
- Клиника „Бланкенщайн“
- Университетска библиотека
- Кула „Малакоф“, музей по история на медицината
- Аудимакс
- Католическа църква „Св. Августин“